# Munster (Mosela)
Munster é uma comuna francesa na região administrativa de Grande Leste, no departamento de Mosela. Estende-se por uma área de 6,6 km². Em 2010 a comuna tinha 244 habitantes (densidade: 37 hab./km²).